# Vieux moulin (Bourbon-l'Archambault)
Le Vieux moulin est un moulin situé à Bourbon-l'Archambault, en France.

## Localisation
Le moulin est situé sur la commune de Bourbon-l'Archambault, dans le département de l'Allier, en région Auvergne-Rhône-Alpes.

## Description
Moulin fortifié, rare dans la région, réutilisant peut-être une tour de l'enceinte du XVe siècle ; il a été très restauré au XIXe siècle. À l'intérieur, pièce voûtée d'ogives.

## Historique
L'édifice est inscrit partiellement au titre des monuments historiques en 1929.

## Galerie

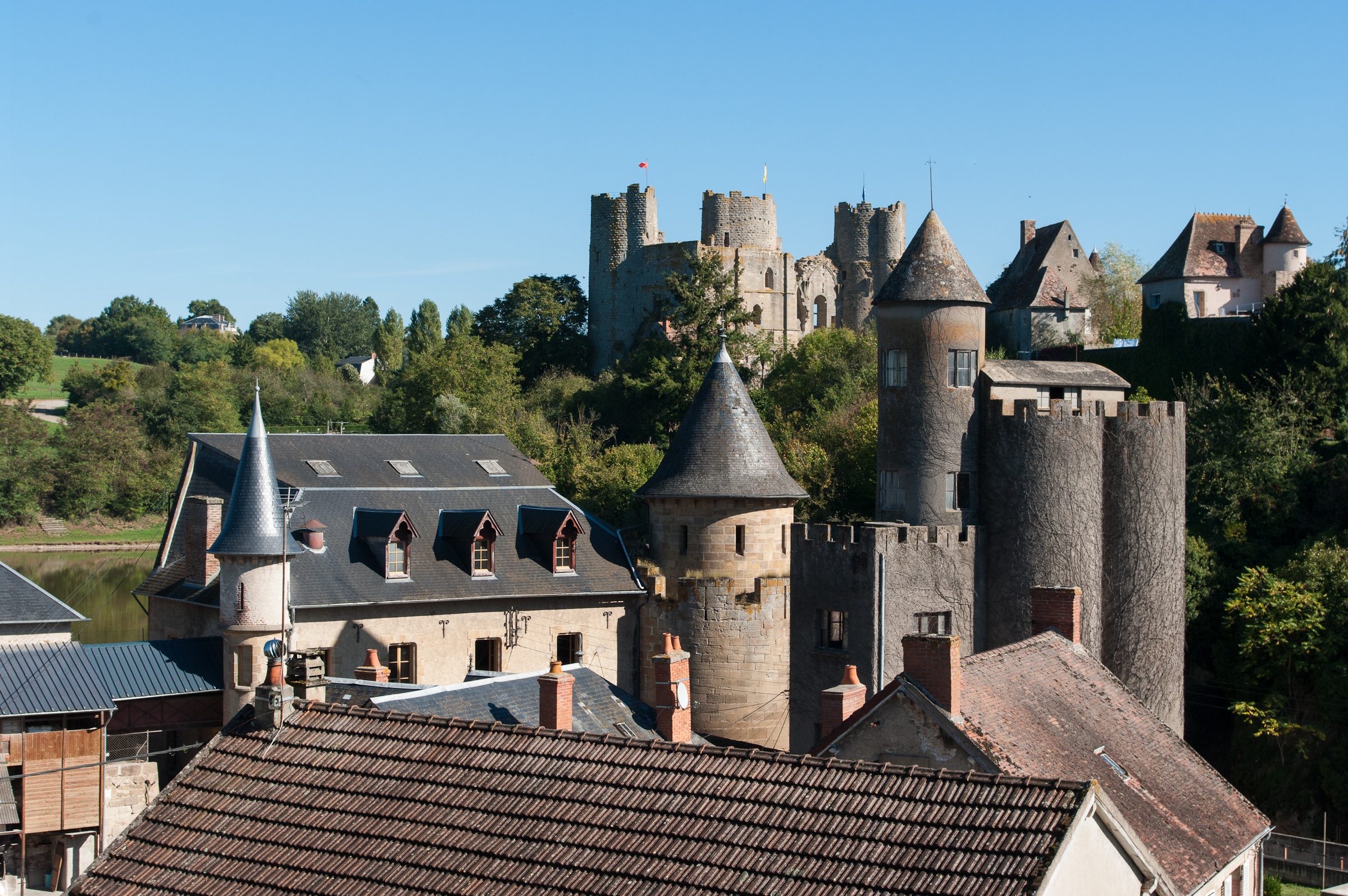

## Protection
Élément protégé : la tour.